# Pépin le Bossu
Pour les articles homonymes, voir Pépin et le Bossu (homonymie).
 (décembre 2009).
Si vous disposez d'ouvrages ou d'articles de référence ou si vous connaissez des sites web de qualité traitant du thème abordé ici, merci de compléter l'article en donnant les références utiles à sa vérifiabilité et en les liant à la section « Notes et références ».
Pépin le Bossu, né en 768 ou 769 et mort en 811, est un grand noble franc de la famille carolingienne, fils considéré comme illégitime de Charlemagne. Compromis dans une conspiration contre son père, il est enfermé en 792 à l'abbaye de Prüm, où il termine ses jours.

## Biographie
Éginhard, dans sa Vita Karoli, décrit Pépin comme un individu pourvu de traits agréables et normalement proportionné, si ce n'est une malformation dorsale, d'où provient son surnom de « Pépin le Bossu ».

### Circonstances de sa naissance
Il naît peu de temps après que Charlemagne est devenu roi des Francs (768). Charlemagne a alors comme compagne Himiltrude, dont le statut matrimonial n'est pas clairement établi. Leur lien subit les effets du mariage de Charlemagne avec Désirée, fille de Didier, roi des Lombards. Himiltrude est répudiée et Pépin désormais considéré comme illégitime. Par la suite, ayant très vite répudié Désirée, Charlemagne épouse Hildegarde de Vintzgau, qui lui donne plusieurs fils légitimes.

### Son éviction de la succession paternelle
En tant que premier fils de Charlemagne, il semble être à l'origine un héritier valable, comme en témoigne son nom, celui de son grand-père, Pépin le Bref. De plus sa naissance et la naissance à la même période du fils du roi Carloman, également prénommé Pépin, alimentent une rivalité grandissante entre les deux frères rois des francs. Finalement, Pépin le Bossu perd définitivement sa place avec la naissance des fils d'Hildegarde : Charles, Carloman et Louis. 
En 781, Charles déshérite officiellement Pépin le Bossu en faisant rebaptiser le deuxième fils qu'il a eu avec la reine Hildegarde, Carloman, du nom de "Pépin" et en le faisant couronner roi d'Italie, tandis que Louis est couronné roi d'Aquitaine. Pépin le Bossu est autorisé à rester à la cour dont il est un membre apprécié. Charlemagne traite d'ailleurs son fils avec égard, lui donnant prééminence sur ses plus jeunes demi-frères[réf. nécessaire].

### La conspiration de Pépin le Bossu
Le prince, qui a sans doute eu des espoirs concernant la succession de son père, devient une cible facile pour une faction de nobles mécontents, qui nouent des amitiés intéressées avec lui. Ils excitent la déception de Pépin en déplorant le traitement subi jadis par sa mère. 
En 792, ces nobles mécontents convainquent le prince de se mettre à la tête de leur rébellion. À cette époque, Charlemagne se trouve à Ratisbonne, en Bavière. Le projet des conspirateurs est de mettre Pépin le Bossu sur le trône où il serait un roi plus affable (et plus facilement manipulable), et pour cela ils prévoient d'assassiner Charlemagne, son épouse, à cette date, Fastrade de Franconie, et peut-être les trois fils d'Hildegarde. Le jour prévu, Pépin prétend être malade pour rencontrer les comploteurs. Le complot est dénoncé par un clerc d'origine  lombarde nommé Fardulf. Notker le Bègue, chroniqueur de la fin du IXe siècle, donne une version assez piquante de cet épisode : selon lui, Fardulf serait arrivé auprès de Charlemagne alors que celui-ci était occupé en compagnie de plusieurs jeunes femmes. Mais l'ouvrage de Notker n'est pas entièrement fiable.
Charlemagne convoque une assemblée pour juger les comploteurs : tous sont déclarés coupables de haute trahison et condamnés à mort. Mais Charlemagne semble toujours garder une certaine affection pour son fils car il commue la sentence de Pépin en peine d'enfermement à perpétuité. Conformément à la pratique habituelle en ce cas, Pépin devient moine, en l'occurrence à l'abbaye de Prüm. 
Il y meurt une vingtaine d'années plus tard en 811, probablement de la peste.

## Généalogie
Voir aussi Pépinides et Carolingiens
```
   ┌─ 
Pepin le Bref
 (
715
-† 
768
), 
maire du palais de Bourgogne
, de 
Neustrie
, d'
Austrasie
, 
roi des Francs
. 
┌─ 
Charlemagne
 († 
814
), 
roi des Francs
 et des 
Lombards
, 
empereur d'Occident
. 
│  └─ 
Bertrade de Laon
 dite 
Berthe au Grand Pied
 († 
783
). 
│
Pepin dit 
le Bossu

│
│  ┌─ X
└─ 
Himiltrude
 (?-?), concubine
   └─ X
```

## Télévision
- Charlemagne, le prince à cheval, téléfilm franco-italo-germano-luxembourgeois en trois parties, réalisé par Clive Donner, et diffusé la première fois sur France 2 en 1993, avec Cris Campion dans le rôle de Pépin le Bossu.